# 재결합
재결합(再結合, 영어: recombination)은 우주가 탄생한 뒤, 어지럽게 돌아다니던 전자들과 양성자들이 서로 붙잡혀 중성수소를 형성하게 된 시기를 말한다. 대폭발 이후, 우주는 매우 뜨거웠으며 광자, 전자, 양성자 따위의 플라즈마가 자욱하게 끼어 있었다. 플라스마의 밀도가 짙었기 때문에, 광자가 대전입자 하나에 잡혔다가 또 다른 대전입자에 잡히는 사이 거리가 매우 짧았고(항성의 내부와 같은 상태), 광자가 빠르게 움직일 수 없었다. 때문에 플라스마는 불투명하여 전자기 복사(광자에 의해 전달)를 통과시키지 못했다. 우주가 팽창하면서 온도도 떨어졌다. 그 결과 우주는 중성수소가 형성될 수 있는 지점까지 냉각되었고, 그때까지 돌아다니던 자유전자들과 양성자들이 중성수소를 형성하였다.
곧이어 광자들이 우주의 물질들을 분해시켰고, 그 이후 광자는 물질과 상호작용하지 않으면서 자유롭게 우주 공간을 이동했다. 그리하여 보이게 된 빛이 현재 우리에게 우주 마이크로파 배경으로 관측되는 그것이다. 재결합은 우주 탄생 이후 약 378,000년 뒤에 일어났으며, 이 지점의 적색편이는 z = 1,100이다. 이렇게 우주가 투명해지게 된 것을 소위 “우주의 맑게 갬”(宇宙の晴れ上がり)이라고 한다. 재결합 이전의 우주는 투명하지 않았기 때문에 광자를 확인할 수 없고, 즉 관측을 통해 바라볼 수 없다.

## 정의
우주 초기에는 입자들의 온도가 굉장히 높았다. 그럼에 따라 대부분의 광자들의 에너지가 수소의 이온화 에너지보다 훨씬 커서, 양성자와 전자가 우연히 중성의 수소로 결합을 하게 되더라도 주위의 고에너지 광자들로 인해 쉽사리 양성자와 전자들로 다시 분리되어 유체처럼 흐르는 플라스마 상태로 존재하였다.
{\displaystyle \mathrm {p+e^{-}\to H+\gamma } }
따라서 자유 전자의 밀도도 굉장히 높아지기 때문에 광자의 자유 전자들과의 상호작용 빈도수가 높아지게 되고, 광자의 평균자유행로가 매우 짧아지게 된다. 이러한 플라스마 상태를 광자에 대해 불투명하다(영어: opaque)고 표현한다.
이러한 상황에서 우주가 팽창을 하게 되면, 적색 편이에 의해 광자의 에너지가 점점 줄어들게 된다. 그러면 광자의 에너지가 수소 원자의 이온화 에너지보다 낮아지는 지점에 도달하게 되고, 양성자와 전자가 수소 원자로 결합을 이루게 된다. 이러한 현상을 ‘재결합’이라고 부른다. 하지만 실제 재결합이 일어나는 광자의 온도는 수소 원자의 이온화 에너지(13.6 eV)보다 훨씬 더 낮은 0.3 eV(3500K) 정도가 된다. 여기에는 두 가지 이유가 있다. 첫 번째는 중입자-광자 비율이 {\displaystyle 5\times 10^{-10}} 정도로 굉장히 작다는 것이고, 두 번째는 어떤 온도에 대해 모든 광자들이 그 온도에 해당하는 에너지를 가지고 있는 것이 아니라, 맥스웰-볼츠만 분포에 따라 넓은 범위의 에너지 분포를 가지고 있다는 것이다. 따라서 만약 광자의 온도가 수소의 이온화 에너지와 같다면, 실제로는 중입자의 숫자보다 비교가 안될 정도로 많은 숫자의 광자들이 수소의 이온화 에너지보다 더 큰 에너지를 가지고 있다는 뜻이다. 결국 수소의 이온화 에너지 정도의 에너지를 가지고 있는 광자의 숫자가 중입자의 숫자와 비슷해지기 위해서는 전체 광자의 온도는 수소 이온화 에너지보다 훨씬 더 낮은 값을 가져야 하는 것이다. 여기서 현재 우주 마이크로파 배경의 온도와 재결합 당시 우주의 온도를 암으로, 재결합이 일어난 시간대를 역으로 추적해 볼 수 있다.
먼저 재결합 당시부터 현재까지 우주는 물질 지배 시대에 속한다 가정할 수 있다. 따라서 공간 팽창은 시간의 2/3제곱에 비례한다. 여기에 물질의 온도는 우주 팽창에 반비례한다는 사실을 이용하면, 아래와 같은 결론을 얻을 수 있게 된다.
{\displaystyle t_{rec}=t_{0}({\frac {R}{R_{0}}})^{3/2}=t_{0}({\frac {T_{0}}{T_{rec}}})^{3/2}\approx 1.4\times 10^{10}years\times ({\frac {2.73K}{3500K}})^{3/2}\approx 300,000years}
여기서 {\displaystyle t_{rec},T_{rec},t_{0},T_{0}}는 각각 재결합 당시의 시각과 온도, 그리고 현재의 시각과 온도를 나타낸다. 또한 {\displaystyle {\frac {R_{0}}{R}}}는 재결합 당시의 어떠한 특정 기준 길이가 우주 팽창을 통해 현재 어떻게 변했는지를 나타내주는 비율이다. (주의 : 바로 위의 식에서는 이 값의 역수가 사용되었다)

### 광자의 분리
수소원자와 전자 사이의 재결합이 일어나게 되면 자유 전자의 밀도가 급격히 떨어지게 되므로, 광자의 평균 자유 행로도 급격히 길어지게 된다. 이는 광자가 전자와의 상호작용으로부터 자유로워지고 방해를 받지 않은 채로 자유롭게 움직일 수 있다는 뜻이다. 그리하여 광자의 평균 자유 행로가 그 시대의 가시우주의 크기보다 커지게 되면, 광자가 물질로부터 ‘분리되었다’ 라고 표현한다. 이러한 ‘분리’가 일어나는 온도는 대략 0.26eV(3000K) 정도가 되며, '분리'가 일어났던 시간대는 분리가 일어난 후부터 현재까지 우주는 물질지배시대에 속해 있었다는 가정과, 물질의 온도는 팽창에 반비례 한다는 가정을 이용하여 아래와 같이 구할 수 있다.
{\displaystyle t_{dec}=t_{0}({\frac {T_{0}}{T_{dec}}})^{3/2}\approx 380,000years}
(여기서 {\displaystyle t_{dec}}는 광자가 물질로부터 분리되었던 시각을 가리킨다.)

## 같이 보기
- 우주의 역사
- 우주의 나이
- 대폭발